# رجم الأقرع
رجم الأقرع بلدة سوريّة تتبع إداريّاً لمحافظة حلب منطقة منبج ناحية مسكنة، بلغ تعداد سكانها 177 نسمة حسب التعداد السكاني لعام 2004.